# 六家畈社区
六家畈社区，曾经是一个乡镇级行政单位六家畈镇，现为中华人民共和国安徽省合肥市肥东县长临河镇下辖的一个社区，位于肥东县南部，西南临巢湖。

## 历史
六家畈是一座著名的古村落。北宋末年，唐代进士吴少微（663年—749年）的16世孙吴启的长子吴延硕离开歙州北上宣州，其曾孙吴七三在南宋宝庆年间（1226年）渡江北上，定居合肥六家畈（今属肥东县长临河镇）。吴七三生子吴再三，吴再三生六子：吴兴三、吴兴七、吴兴十、吴富二、吴富四、吴富六，因此命名为“六家畈”。而吴启次子吴唯留在歙州，定居歙县石潭村。
元末明初，六家畈吴氏子弟中，四世祖吴良、吴祯追随朱元璋，名列淮西二十四将，为明朝开国功臣，封为江阴侯和靖海侯，六家畈吴氏封为“兴隆世家”。
晚清时期，太平军攻占南京、安庆，吴镒第十一世孙吴璠的儿子吴毓芬（1821年—1891年）、吴毓芳、吴毓蘅、吴毓兰（1836年—1882年）在六家畈兴办团练，后来加入李鸿章的淮军。何绍基为吴璠撰写的《墓志铭》说到吴家“乃以武功竟爽，烜赫一时，与同邑李姓相辉映，可谓奇矣”。
1949年后，六家畈周边地区设立湖滨乡，驻地六家畈。1961年改设湖滨公社，1983年恢复湖滨乡，2000年4月改名六家畈镇，2006年11月，六家畈镇与长临河镇合并，组成新的长临河镇，驻地长临河，六家畈街区划分为湖滨和宝塔两个村。2020年，肥东县进行社区、行政村的合并调整，湖滨、宝塔两村合并为六家畈社区。

## 名人
- 吴良（1323年—1381年），初名国兴，吴七三长孙吴兴三的长子，明初淮西二十四将之一，明朝开国功臣中位列第十九。封江阴侯。[4]，朱元璋称其为“今之吴起”。
- 吴祯（1328年—1379年），初名国宝，字干臣，吴七三长孙吴兴三的次子，是明初淮西二十四将之一，明朝开国功臣中位列第二十，参与平定张士诚、方国珍、陈友定，封为靖海侯，督理海运，剿灭倭寇。[5]
- 吴成：三世祖吴兴七之子，明宣宗时以功封为清平伯
- 吴镒（1393年—1465年），六家畈吴氏五世祖，明宣德二年丁未科（1427年）中进士第三甲三十名[6]，官至河南南阳府知府[7]。
- 吴毓芬（1821年—1891年），淮军将领
- 吴毓芳（1824年—1857年），咸丰丙辰科（1856年）进士。
- 吴毓蘅（—1858年）字子佩，号香皋，郡廪生，与太平军作战时阵亡
- 吴毓兰（1836年—1882年），淮军将领
- 吴育仁，淮军将领
- 吴谦贞，淮军将领
- 吴球贞，淮军将领
- 吴桐仁（1847年—1929年），字静山，甘肃肃州镇守使、苏州镇总兵、将军府质威将军、陆军中将。
- 吴纫礼（1874年—1963年），名，字韵兰，号佩之，善后会议委员、海军部次长代理总长、海军中将、一等宝光嘉禾章二等文虎章。
- 吴中英（1879年—1938年），字霖生，执政府高等顾问、安徽军政司司长代理安徽都督、甘肃军务厅厅长、陇东镇守使、一等文虎章二等嘉禾章陆军中将。1938年1月，与二弟吴中流等以“汉奸”罪名枪杀，造成“六家畈冤案”，1948年平反。

## 江淮侨乡
从六家畈走出去4000多名华侨，为著名的“江淮侨乡”。六家畈古建筑群经过改造后，重新焕发活力，成为合肥周边热门的出行目的地。

## 景点
- 振湖塔：建于清朝光绪年间，安徽省文物保护单位
- 六家畈古民居群：明清时期江淮风格的古院落建筑，合肥市文物保护单位
- 淮军史迹陈列馆（吴谦贞故居）
- 票证博物馆
- 乡愁邮局
- 六家畈吴氏宗祠：2008年重建竣工，主祭六家畈吴氏一世祖吴七三，附祀吴良、吴祯、吴镒、吴毓芬[9]。2022年获授“弘扬中华优秀传统文化传承基地”称号[10]。
- 吴七三陵墓：2014年修复，神道长50米，两边立石人石马，有将军碑林。2016年批准为肥东县文物保护点。